# 桂坊枝
桂 坊枝（かつら ぼうし、1960年8月28日 - ）は大阪市旭区高殿出身の落語家。本名は中尾 正人。出囃子は『鯉』。
大阪府立茨田高等学校2期生。落語研究部出身。神戸学院大学法学部卒業後、1983年3月に5代目桂文枝（当時桂小文枝）に入門。よしもとクリエイティブ・エージェンシー所属。社団法人上方落語協会会員。上方落語協会協会誌「んなあほな」第2代編集長。「上方らくごカルテット」メンバー。阿波踊り「はなしか連」“宴会部長”。
坊枝は『帽子』に由来する。文枝一門のキャップ（キャプテン）として活躍できるようにと名付けられた。
実家はクリーニング屋(閉店)。娘は俳優・振付家の中尾多福（1998 - )。
古今亭志ん朝に可愛がってもらった。
直弟子一門で唯一文枝を病院で最後に看取った。

## 受賞歴
- 1986年 「第7回ABC漫才落語新人コンクール」新人賞

## 出演番組
- MBSラジオ 「日曜出勤生ラジオ」「桂坊枝の駅前生出し大放送」
- 銀河テレビ小説「まんだら屋の良太」（1986年、NHK） - 光 役
- ドラマ人間模様「追う男」（1986年、NHK） - 第1話ゲスト出演 - 作業員 役
- 純ちゃんの応援歌（1988年 - 1989年、NHK）第113回 - 客
- なるみ・岡村の過ぎるTV（朝日放送） - 度々夫婦で出演。夫人は笑い上戸で注目されている。
- 朝イチバン!（毎日放送）- 司会者。月曜から木曜日担当。
- 痛快！明石家電視台（MBSテレビ）
  - 明石家 春の落語祭り！（2015年5月11日・18日）
  - 実際どうなん!?落語家夫婦（2019年8月19日）[2]